# The 355
The 355 ist ein US-amerikanisch-chinesischer Agentenfilm des Regisseurs Simon Kinberg, der am 6. Januar 2022 in den deutschen und am darauffolgenden Tag in den US-amerikanischen Kinos anlief. In den Hauptrollen sind Jessica Chastain, Lupita Nyong’o, Penélope Cruz, Diane Kruger und Fan Bingbing zu sehen.

## Handlung
In Kolumbien möchte der Kriminelle Elijah Clarke dem Kartellboss Santiago eine Disk abkaufen, auf der sich ein universelles Computerprogramm zur Entschlüsselung sämtlicher Sicherheitssysteme befindet. Die Übergabe wird jedoch vom kolumbianischen Geheimdienst gestört, Clarke muss ohne Disk die Flucht antreten, und der Agent Luis Rojas kommt in den Besitz der Cyberwaffe. Der Kolumbianer bietet die Disk im Anschluss der CIA zum Kauf an, woraufhin die Agenten Mace Browne und Nick Fowler zur Übergabe nach Paris geschickt werden. Das Tauschgeschäft wird vor Ort allerdings von der deutschen BND-Agentin Marie Schmidt gestört, woraufhin Nick im anschließenden Getümmel scheinbar vom ebenfalls anwesenden Clarke erschossen wird.
Mace muss sich vor ihrem Vorgesetzten Larry Marks für den Tod ihres Partners verantworten, bekommt von ihm allerdings die Möglichkeit geboten, weiterhin inoffiziell nach der Disk zu suchen. In London holt sie sich Unterstützung von der Computerexpertin und ehemaligen Außenagentin Khadijah Adiyeme, während Luis Rojas gleichzeitig in Paris von der kolumbianischen Psychologin Graciela Rivera kontaktiert wird. Entgegen den Interventionsversuchen von Mace, Marie und Khadijah wird Rojas bereits kurz darauf getötet und die Disk von internationalen Söldnern entwendet. Die drei Frauen schließen sich daraufhin mit Graciela zusammen, der Rojas kurz vor seinem Tod eine Nachverfolgungsmöglichkeit der Disk übertragen hatte. So kann die Gruppe die Söldner samt Disk bis nach Marrakesch verfolgen.
Der Einsatz zur Wiederbeschaffung der Disk gelingt, woraufhin die vier Agentinnen die Cyberwaffe an Marks übergeben. Aus den Nachrichten müssen sie jedoch schon kurz darauf erfahren, dass offenbar mehrere Flugzeuge mittels des Computerprogramms zum Absturz gebracht wurden. Marks wird von den Frauen tot aufgefunden und die Disk nun in Shanghai verortet, wo sie auf einer Auktion an den Höchstbietenden verkauft werden soll. Auf der Versteigerung trifft Mace überraschend auch auf Nick, der seinen Tod nur vorgetäuscht hat, sich als Verbündeter von Clarke zu erkennen gibt und die Disk für über eine halbe Milliarde US-Dollar ersteht.
Die Auktionatorin Lin Mi Sheng gibt sich gegenüber den Frauen als Mitarbeiterin des chinesischen Geheimdienstes zu erkennen, die Marks aufgrund seiner Beteiligung an der Verschwörung töten musste. Die Auktion selbst diente nur dazu, sich einen Überblick über internationale Kriminelle verschaffen zu können, während sich die echte Disk weiterhin im Besitz des chinesischen Geheimdienstes befindet. Als Clarke diese Täuschung bemerkt, schickt er Nick zurück, um die Herausgabe der Disk gewaltsam zu erpressen. Um die Frauen unter Druck zu setzen, tötet Nick zuerst Lin Mi Shengs Vater und lässt danach Jonas Müller, den Vorgesetzten von Marie, und Abdel, den Freund von Khadijah, erschießen. Als er auch mit der Ermordung von Gracielas Ehemann Juan und ihrem Sohn droht, gibt die Gruppe die Disk widerwillig heraus. Zur Entschlüsselung des Programms entführt Nick daraufhin auch Lin Mi Sheng, die ihren Aufenthaltsort allerdings unbemerkt an die anderen Frauen übermitteln kann.
In einem Hochhaus in Shanghai kommt es daraufhin zu einem finalen Kampf. Die fünf Frauen können gemeinsam die Gefolgsmänner von Clarke außer Gefecht setzen, die Disk wieder in ihren Besitz bringen und zerstören. Im Anschluss werden die Frauen von der Polizei abgeführt, während Nick verwundet zurückgelassen wird.
Zwei Monate später ist Nick innerhalb der CIA befördert und mit der Suche der intern als Verräterin geltenden Mace beauftragt worden. Seinen ehemaligen Boss Elijah Clarke hat der Verräter erschossen, nachdem ihm dieser ein Killerkommando auf den Hals gehetzt hatte. In seinem Zuhause wird Nick nun von den fünf Frauen aufgesucht, mittels eines Tricks vergiftet und an eine Spezialeinheit übergeben, die ihn für immer wegsperren soll. Die fünf Agentinnen gehen daraufhin wieder getrennte Wege.

## Produktion

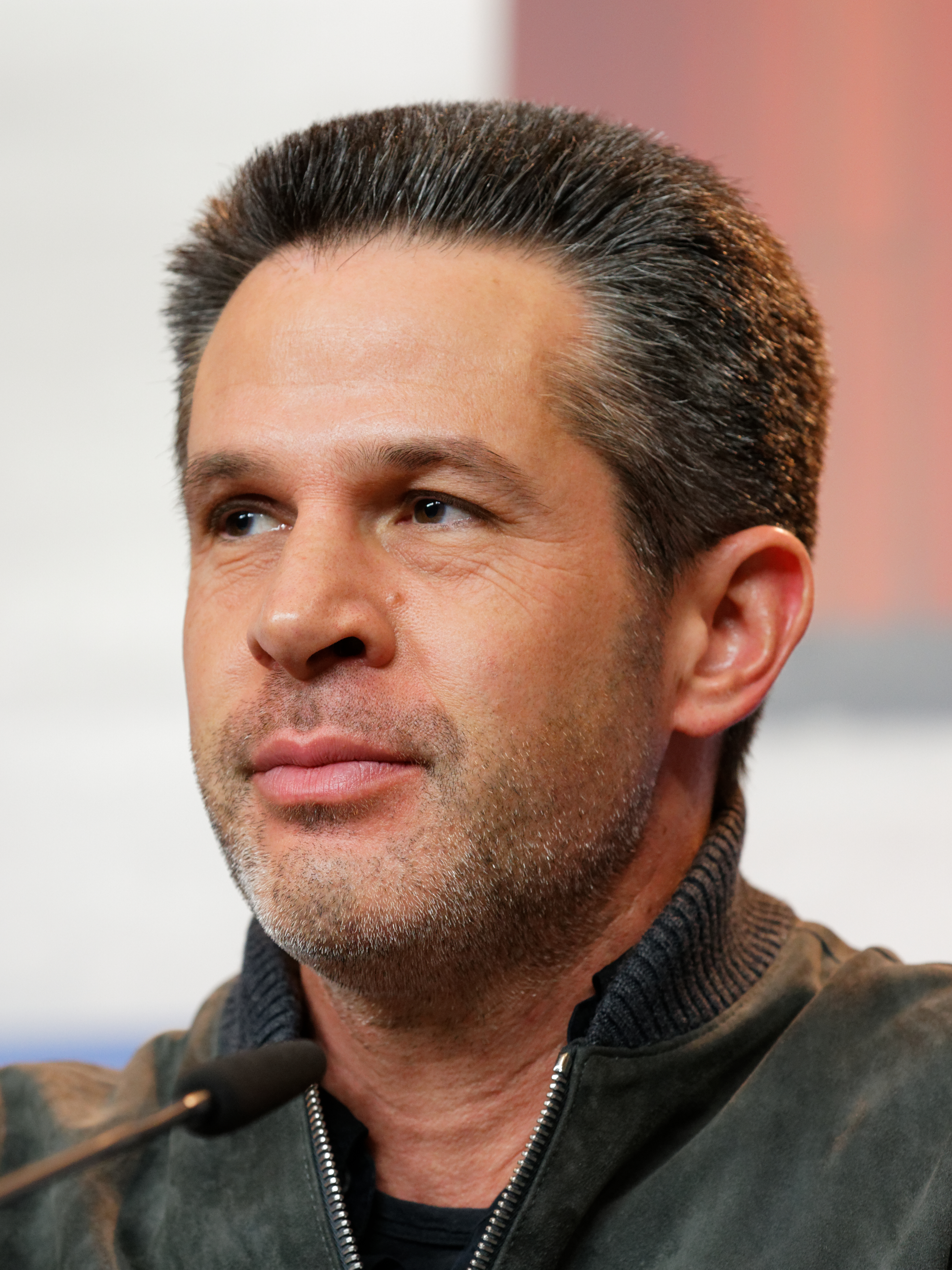
Regisseur Simon Kinberg

Nach The Help aus dem Jahr 2011 wollte Jessica Chastain unbedingt einen weiteren weiblichen Ensemblefilm drehen. Während ihrer Arbeit an X-Men: Dark Phoenix kam ihr schließlich die Idee zu einem Spionagefilm und Actionthriller mit internationalen Agentinnen, die im Genre bis auf in 3 Engel für Charlie noch nicht wirklich vertreten waren. Bereits wenig später konnte sie Regisseur Simon Kinberg und die Schauspielerinnen Lupita Nyong’o, Penélope Cruz, Marion Cotillard und Fan Bingbing für das Projekt gewinnen. Der Film sollte von der Tonalität her an die Filme der Bourne-Reihe angelehnt sein und auch Parallelen zu Mission: Impossible und James Bond aufweisen. Im Gegensatz zu anderen Genrevertretern sollte die Realität des heutigen Spionagehandwerkes allerdings authentisch abgebildet werden und das Team im Vordergrund stehen. Das Drehbuch wurde von Theresa Rebeck geschrieben, während neben Kinberg auch Chastain und Kelly Carmichael von der eigens gegründeten Produktionsfirma Freckle Films als Produzenten fungierten. In einem Interview äußerte sich Chastain, sie sei zu einer Zeit aufgewachsen, in der sich Spionagefilme sehr nationalistisch und „wirklich insular“ angefühlt hätten. Sie wollte hingegen einen Film fern vom Nationalismus kreieren, bei dem Diversität ein Vorteil und die Einzigartigkeit jeder Figur ihre Stärke sei.
Im Rahmen der Internationalen Filmfestspiele von Cannes 2018 traten die fünf Hauptdarstellerinnen erstmals gemeinsam auf, während Kinberg und Rebeck im Hotel Barrière Le Majestic Cannes den Film potenziellen Käufern vorstellten. Der weltweite Vertrieb wird von FilmNation Entertainment und die Vermarktung in Nordamerika und China von CAA Media Finance gesteuert. Schließlich sicherten sich die Universal Studios die Vertriebsrechte in Nordamerika für rund 20 Millionen US-Dollar; weitere 75 Millionen fielen für das Budget an. Auf den Titel The 355 stieß Chastain während ihrer Recherchen zum Film Zero Dark Thirty. Unter dem Codenamen „Agent 355“ wird in der Populärwissenschaft eine der nicht näher identifizierbaren Spioninnen der Vereinigten Staaten während der Amerikanischen Revolution kolportiert, die eine der ersten US-amerikanischen Spioninnen gewesen sein soll. Laut Chastain sei noch heutzutage für viele Frauen in der CIA und ähnlichen Behörden der „Code 355“ die Bezeichnung für einen weiblichen Spion, eine unsichtbare Frau ohne Namen. Im Mai 2019 schlossen sich Sebastian Stan und Édgar Ramírez der Besetzung an, während Cotillard die Produktion aus persönlichen Gründen verließ. Sie wurde wenig später durch Diane Kruger ersetzt. Die Filmmusik wurde von Junkie XL komponiert.
Die Dreharbeiten begannen im Juli 2019 in Paris mit Kameramann Tim Maurice-Jones. In Vorbereitung auf die Filmaufnahmen absolvierten alle Hauptdarstellerinnen ein Kampftraining, wobei sie unter anderem das Kämpfen auf Absätzen und in Kleidern trainierten. Zu den weiteren Drehorten zählten Marokko und London, wo man unter anderem im Senate House der Universität London filmte. Im Juli 2020 erfolgten in London Nachdrehs, wobei Cast und Crew aufgrund der COVID-19-Pandemie regelmäßig auf SARS-CoV-2 getestet wurden.
Ein Poster zum Film wurde am 5. Oktober 2020 veröffentlicht, ein Trailer folgte am Tag darauf. Ursprünglich sollte der US-amerikanische Kinostart bereits am 15. Januar 2021 erfolgen, im Zuge der COVID-19-Pandemie wurde dieser Termin allerdings auf den 7. Januar 2022 verschoben. In den deutschen Kinos lief der Film einen Tag zuvor an. Aufgrund schlechter Besucherzahlen erfolgte die digitale Heimkinoausstrahlung bereits Ende Februar 2022, die Veröffentlichung auf DVD und Blu-ray folgte am 8. April 2022. Die deutsche Free-TV-Premiere erfolgte am 2. Oktober 2023 im ZDF unter dem Titel The 355 – Absolute Geheimsache.

## Synchronisation
Die deutschsprachige Synchronisation entstand nach einem Dialogbuch und unter der Dialogregie von Martin Halm bei Neue Tonfilm München.
| Rolle               | Darsteller            | Synchronsprecher    |
| ------------------- | --------------------- | ------------------- |
| Mason „Mace“ Browne | Jessica Chastain      | Manja Doering       |
| Marie Schmidt       | Diane Kruger          | Stephanie Kellner   |
| Khadijah Adiyeme    | Lupita Nyong’o        | Rubina Nath         |
| Graciela Rivera     | Penélope Cruz         | Claudia Lössl       |
| Lin Mi Sheng        | Fan Bingbing          | Anke Kortemeier     |
| Nick Fowler         | Sebastian Stan        | Björn Schalla       |
| Luis Rojas          | Édgar Ramírez         | Alexander Doering   |
| Elijah Clarke       | Jason Flemyng         | Charles Rettinghaus |
| Larry Marks         | John Douglas Thompson | Christoph Jablonka  |
| Grady               | Leo Staar             | Tobias Nath         |
| Yassine             | Waleed Elgadi         | Benedikt Gutjan     |
| Pyotr Khasanov      | Oleg Kricunova        | Arthur Galiandin    |
| Abdel               | Raphael Acloque       | Patrick Roche       |
| Santiago            | Pablo Scola           | Gudo Hoegel         |
| Jeronimo            | Marcello Cruz         | Daniel Schlauch     |

## Rezeption

### Altersfreigabe
In den Vereinigten Staaten erhielt The 355 von der MPA aufgrund einiger Szenen mit starker Gewalt, der Sprache und sexuellen Anspielungen eine PG-13-Freigabe. In Deutschland bekam der Film von der FSK eine Freigabe ab 16 Jahren. In der Freigabebegründung heißt es, der Film enthalte eine Vielzahl an Actionszenen und Tötungen, verzichte dabei aber auf drastische Verletzungsdarstellungen. Zwar gehe die Gewalt mitunter auch von den Heldinnen aus, jedoch könnten Jugendliche ab 16 Jahren dies in den Kontext der deutlich überzeichneten Agentengeschichte einordnen und eine entsprechende Distanz wahren. Eine verrohende oder desorientierende Wirkung sei daher nicht zu befürchten.

### Kritiken
Auf Rotten Tomatoes fielen lediglich 24 % der 228 gelisteten Kritiken positiv aus, während The 355 bei den Nutzerbewertungen deutlich besser abschnitt. Als zusammenfassendes Fazit zieht die Seite, der Film sei zwar konzeptionell fortschrittlich und herausragend besetzt, verschwende sein Potenzial allerdings an eine unauffällige Geschichte zum Vergessen. Auf Metacritic erhielt The 355 basierend auf 40 Kritiken einen Metascore von 40 von 100 möglichen Punkten.
Leah Greenblatt von Entertainment Weekly bezeichnet The 355 in ihrer Kritik als „eleganten Popcorn-Spionagestreifen“, der weitaus klüger und spaßiger als manch andere Veröffentlichung im zumeist für Kinofilme anspruchslosen Januar sei. Das Drehbuch von Regisseur Simon Kinberg und Autorin Theresa Rebeck sei zwar lächerlich, funktioniere aber, da in der knackigen Geschichte auf das funktionierende Altbekannte gesetzt werde. So gebe es höhnische Schurken, glitzernde internationale Schauplätze und viele Explosionen. Durch die stets gutaussehenden Darstellerinnen würden nicht nur selbst die unsinnigsten Momente funktionieren, sondern auch scharfe, kleine Charakternotizen in die Handlung kommen. So sei The 355 ein alberner Eskapismus mit pop-feministischem Flair, durch den der Zuschauer einem düsteren Winter entkommen könne.
Auch Kate Erbland zieht in ihrer Kritik für IndieWire ein insgesamt positives Fazit und urteilt, The 355 sei nicht revolutionär, müsse dies aber auch gar nicht sein. So sei der Film letztendlich zwar nicht der bahnbrechende feministische Durchbruch im Actiongenre, als der er beworben wurde, aber ein solider Agentenfilm, der dem Genre trotzdem etwas Neues und Frisches hinzufüge. Das Drehbuch sei dabei an andere erfolgreiche Actionfilme mit weiblichen Hauptfiguren wie Atomic Blonde, Lucy, Wonder Woman oder Mad Max: Fury Road angelehnt, trotzdem allerdings nicht weit von eher männlich besetzten Spionagethrillern entfernt. Im Vergleich zu diesen werde im Film jedoch keine der Hauptfiguren als unfehlbare Tötungsmaschine dargestellt. Stattdessen biete die etwas aufgeblähte Handlung mit einem eher unkonventionellen Erzähltempo den Raum, die Charaktere näher kennenzulernen und ihre Chemie untereinander zu genießen. So komme auch viel Emotionalität in den Film, einzig schade sei dabei, dass diese ausschließlich im Zusammenhang mit Männern stehe. Trotzdem setzte sich The 355 erfolgreich gegen Genre-Erwartungen zur Wehr, wobei die Empowerment-Botschaft nicht oberflächlich, sondern subtil durch Action und Leistung vermittelt werde.
Zu einem eher gemischten Urteil gelangt Owen Gleiberman von Variety, für den The 355 ein formelhafter, generischer und übertriebener wenn auch spaßiger Actionfilm sei. So werde die Laufzeit von Regisseur Simon Kinberg mit bravourösen, durchchoreografierten und gut geschnittenen Actionszenen gefüllt, doch vor allem die Handlung werde dabei enorm vernachlässigt. Hätte sich der Film weiter von The Expendables entfernt und sich mehr Widows – Tödliche Witwen genähert, wäre The 355 für Gleiberman vermutlich erfolgreicher gewesen. Trotzdem lobt er die einzelnen Darstellerinnen, die jeweils ihre ganz eigenen Akzente in die Handlung einbringen würden.
David Rooney vom Hollywood Reporter steht The 355 hingegen kritisch gegenüber und gibt an, der größte Fehler des Filmes sei, dass nur auf die äußere Action Wert gelegt und so eine spannende Handlung vergessen werde. Die Figuren in The 355 seien dünn geschrieben und Handlungselemente unsolide, sodass sich der Film nicht in Bond- oder Bourne-Territorien bewegen könne. Regisseur Kinberg plädiere zwar förmlich für weibliches Empowerment und die feministische Perspektive sei durchweg sichtbar, doch das Drehbuch gebe den charismatischen Schauspielerinnen keine Möglichkeit für Tiefgründigkeit. So könne der visuell sehenswerte, aber humorlose Film keinerlei emotionale Bindung zum Zuschauer aufbauen, weshalb The 355 im Vergleich zu anderen Genrevertretern deutlich schlechter abschneide. Daneben seien Actionszenen durch Kameraarbeit, Schnitt und Musik zwar gekonnt inszeniert, doch den Kampfchoreografien fehle es an Kreativität.
Auch Clarisse Loughrey zieht in ihrer Kritik für The Independent ein negatives Fazit. Für sie sei The 355 belanglos, da auf den Hauptfiguren keinerlei Gewicht wie in anderen Genrevertretern spürbar sei. Der internationale Cast habe zwar gute Momente und eine schöne Chemie, liefere aber einen nur mittelmäßigen Actionfilm ab. Unterschiede zu Genrevertretern mit männlicher Besetzung seien kaum vorhanden und so werde auch die Empowerment-Thematik nicht besonders herausgearbeitet. Daneben kritisiert Loughrey die im Film vertretenen imperialistischen und stereotypischen Ansichten sowie das eigene Selbstverständnis von The 355, über Filmen wie der James-Bond-Reihe zu stehen.

### Einspielergebnis
Dem Budget von rund 75 Millionen US-Dollar stehen weltweite Einnahmen in Höhe von 27,83 Millionen US-Dollar gegenüber, von denen der Film allein 14,57 Millionen im nordamerikanischen Raum einspielen konnte. In Deutschland sahen den Film am Startwochenende gerade einmal 15.000 Kinobesucher; bis zum Ende des darauffolgenden Wochenendes verzeichnete The 355 rund 40.000 Zuschauer.

### Auszeichnungen
Goldene Himbeere 2023
- Nominierung als Schlechteste Nebendarstellerin (Penélope Cruz)
- Nominierung als Schlechteste Nebendarstellerin (Fan Bingbing)[31]